# منزل عزيز السلطان
منزل عزیز السلطان (بالفارسية: خانه عزیزالسلطان) هو منزل تاريخي يعود إلى عصر القاجاريون، ويقع في طهران.